# Лядов, Павел Фёдорович
Па́вел Фёдорович Ля́дов (25 мая 1934 — 11 сентября 2017)  — советский и российский дипломат, исследователь дипломатического протокола, преподаватель.

## Биография
Окончил МГИМО в 1958 году. Владел немецким и румынским языками.
В системе Министерства иностранных дел работал с 1961 года.
- В 1988—1991 годах — генеральный консул СССР в Зальцбурге (Австрия)
- В 1992—1997 годах — генеральный консул России в Мюнхене, (Германия)
- В 1999—2000 годах — директор департамента государственного протокола МИД Российской Федерации

### Преподавательская деятельность
На 2016 год — профессор кафедры дипломатии МГИМО МИД России. Читал лекционные курсы «Основы дипломатического и делового общения», «Дипломатический протокол. Государственный протокол Российской Федерации», «Деловая этика и протокол», «История дипломатии».
Был вице-президентом общества «Россия—Германия», консультантом компании «Бизнес Ресурсы» .

## Дипломатический ранг
Чрезвычайный и полномочный посол (2 июля 1992).

## Публикации
П. Ф. Лядов — специалист в области государственного (дипломатического) протокола и церемониала России. Его перу принадлежат исследования по данной тематике, в том числе:
- «История Российского протокола». — М., 2004. 280 стр., 5000 экз. ISBN 5-7133-1181-3, 978-5-7133-1181-0
- глава «Протокольная служба» (в учебном пособии «Дипломатическая служба»)
- глава «Протокол субъектов Российской Федерации» в учебном пособии «Внешнеполитические связи субъектов Российской Федерации»
- «Дипломатический протокол и международное сотрудничество» (журнал «Финансы. Право. Менеджмент»)
- «Российский дипломатический протокол: традиции и современные тенденции», «Вестник дипломатии».
- Текущие публикации в журналах «Международная жизнь», «Протокол и этикет», «Генеральный директор», «Культурный слой».